# Secunda Britannica

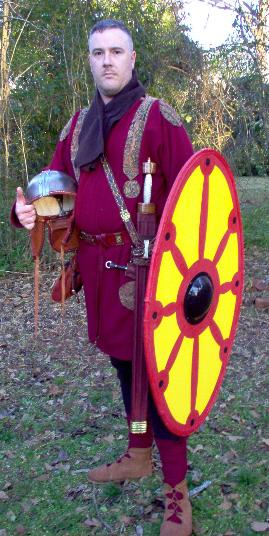
Ricostruzione moderna dell'equipaggiamento di un soldato della Secunda Britannica (IV secolo).

La Secunda Britannica o Secundani fu una legione comitatense del tardo Impero romano, la cui esistenza è nota solo attraverso la Notitia Dignitatum.

## Collocazione

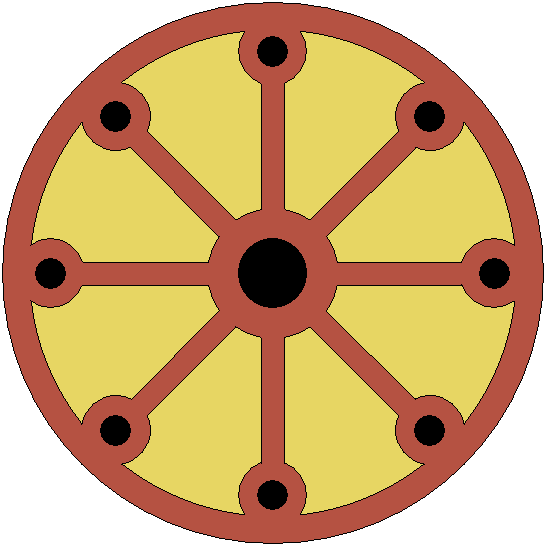
Scudo della Secunda Britannica, così come riportato dalla Notitia Dignitatum.

La Notitia Dignitatum la inserisce nell'elenco delle unità militari a disposizione del Magister peditum dell'esercito occidentale. Sarebbe poi da identificare con i Secundani Britones sotto il comando gallico del Magister equitum. A loro volta, questi andrebbero identificati con i Secundani iuniores presenti nell'esercito campale del Comes Britanniarum.
È probabile che i Secundani Britones (iuniores) derivino in qualche modo dalla Legio II Augusta. La Notitia tiene anche traccia di una legione palatina chiamata Britones seniores, agli ordini del Magister militum per Illyricum; è possibile che iuniores e seniores siano due distaccamenti della II Augusta, e che poi i seniores siano stati mandati in Illirico, mentre gli iuniores siano rimasti in Britannia.

## Storia
Si ritiene che la Secunda Britannica abbia avuto origine nel 286–297, quando la Britannia fu indipendente dall'Impero romano sotto il regno di Carausio e Alletto.
Nel De Bello Gothico di Claudio Claudiano (v. 419) c'è un riferimento ad una legione «lasciata a guardia della Britannia» che avrebbe poi combattuto nella battaglia di Pollenzo (402) nell'esercito di Stilicone; è possibile che questo sia un riferimento alla II Augusta o alla Secunda Britannica.
La storiografia contemporanea ha associato alla Secunda Britannica il riferimento ad una legio Britannica che sarebbe presente nella Vita di san Dalmazio, un'opera del IX secolo che descrive eventi accaduti nella prima metà del VI secolo in Bretagna; è però probabile che tale identificazione sia il risultato di un errore.